# ワン・ヤン (卓球選手)
ワン・ヤン（汪 洋、拼音：Wáng Yáng、1994年9月24日-）はスロバキアの卓球選手。中国の安徽省出身。右シェーク裏表カット主戦型。VICTASのアドバイザリースタッフを務めている。

## 経歴
2011年5月にスロバキア国籍を取得。同年からスロバキア代表として国際大会に出場を始めた。しかし、年齢詐称の疑いでヨーロッパユース選手権への出場資格をはく奪された。後に年齢詐称の疑いを晴らすことができた。
2016年のリオ五輪に出場。男子シングルスの2回戦でクアドリ・アルナに1-4で敗れる。
2019年に第55回世界卓球選手権個人戦にて格上のリアム・ピッチフォードにストレートで勝利。4回戦でシモン・ゴーズィに敗れ、ベスト16入りした。
2021年の東京五輪にも出場し男子シングルス3回戦まで勝ち進んだが丹羽孝希に惜しくも0-4で敗れる。
2024年のパリ五輪にも出場したが男子シングルス1回戦で当時、世界ランク1位だった王楚欽に1-4で敗北。これでオリンピック3大会連続出場となる。
2025年のUSスマッシュの予選2回戦にて審判にフォルトをとられた苛立ちからか、ラケットを台に叩きつけ失格になった。この様子がSNS上で公開され物議を醸している。

## プレースタイル
バックサーブから回転の変化が強い両ハンドカットをして、球が浮いてきたら強力なフォアドライブを打つプレースタイル。